# Krzywystok-Kolonia
Krzywystok-Kolonia [pronunciación en polaco: /kʂɨˈvɨstɔk kɔˈlɔɲa/] es un pueblo en el distrito administrativo de Gmina Komarów-Osada, dentro del Distrito de Zamość, Voivodato de Lublin, en el este de Polonia. Se encuentra aproximadamente 17 kilómetros al sudeste de Zamość y 93 kilómetros al sudeste de la capital regional, Lublin.